# تايلر باترفيلد
تايلر باترفيلد (بالإنجليزية: Tyler Butterfield) هو تريثلت بريطاني، ولد في 12 فبراير 1983 في بيمبروك باريش في المملكة المتحدة.

## وصلات خارجية
- تايلر باترفيلد على موقع الاتحاد الدولي لألعاب القوى (الإنجليزية)
- تايلر باترفيلد على موقع أرشيف الدراجات (الإنجليزية)
- تايلر باترفيلد على موقع إحصائيات الدراجات الإحترافية (الإنجليزية)
- تايلر باترفيلد على موقع اتحاد الترياتلون الدولي (الإنجليزية)
- تايلر باترفيلد على موقع IAT Triathlon Database (الإنجليزية)
- تايلر باترفيلد على موقع اللجنة الأولمبية الدولية (الإنجليزية)
- تايلر باترفيلد على موقع أوليمبيديا (الإنجليزية)
- تايلر باترفيلد على موقع اتحاد ألعاب الكومنولث (مؤرشف) (الإنجليزية)
- تايلر باترفيلد على موقع دورة ألعاب الكومنولث 2006 (مؤرشف) (الإنجليزية)
- تايلر باترفيلد على موقع دورة ألعاب الكومنولث 2014 (مؤرشف) (الإنجليزية)